# Svetlana Chervonnaya
Svetlana Aleksándrovna Chervónnaya (Ruso: Светлана Александровна Червонная, 14 de octubre de 1948) es una historiadora rusa que se especializa en la historia política del periodo de Guerra Fría y actividades de espionaje soviético en los Estados Unidos de América. Junto con Ellen Schrecker, Chervónnaya es conocida como una de las voces eruditas principales que estudiaron los movimientos opositores en los EE. UU.. En el periodo postsoviético, Chervónnaya se ha estableció también como una investigadora y productora de programas televisivos documentales vistos en los Estados Unidos, Alemania, y Rusia.

## Biografía

### Infancia
Svetlana Aleksándrovna Chervónnaya nació en Moscú el 14 de octubre de 1948, sus padres eran de etnia judía. Los antepasados de Chervónnaya provenían de Ucrania, Polonia y Bielorrusia, obligados a vivir en la zona de Asentamiento en el Imperio ruso debido a restricciones antisemitas para residentes judíos.